# Меморіальний парк повстання та революції (Грахово)
Меморіальний парк повстання та революції (Спомен-парк "Устанка и Револуције) — меморіальний парк на пагорбі Умак поблизу Грахово, Чорногорія. Комплекс був спроєктований 1977 року та зведений у 1978 року.

## Історія
Народний герой Сава Ковачевич народився в сусідньому місті Нудо. Спочатку він командував партизанським загоном Нікшича (1941), у 1942—1943 роках командував 5-ю чорногорською Пролетарською бригадою, пізніше став заступником командувача югославських партизанів в Чорногорії. На місці встановлення пам'ятної композиції 13 липня 1941 року партизани Грахово атакували окупаційні війська і роззброїли ворожу колону..

## Опис
Центральна пам'ятка розташована посередині меморіального парку. Це фігуральна скульптурна композиція у вигляді рухомої колони на чолі з фігурою Сави Ковачевича. Композиція виконана з бронзи висотою 7 метрів. Її автор — скульптор Міодраг Живкович, відомий своїми роботами по створенню меморіальних комплексів і низки скульптур по всій колишній Югославії і за кордоном. Більш широка просторова концепція містить скульптурні елементи: підходи, плато та сходи, зроблені з каменю. Композиційно розміщені 272 кам'яні кубики, на яких вписані імена полеглих бійців народно-визвольної армії Югославії з цього району..